# Welect 80.2
WELECT 80.2 (80.2) је професионални рачунар, производ фирме WELECT који је почео да се израђује у Француској током 1982. године.
Користио је Zilog Z80 A као централни микропроцесор а РАМ меморија рачунара 80.2 је имала капацитет од 128 KB до 256 KB. 
Као оперативни систем кориштен је CP/M или MP/M.

## Детаљни подаци
Детаљнији подаци о рачунару 80.2 су дати у табели испод.
|                       |                                                                                              |
| [ 1 ]                 |                                                                                              |
| Произвођач            |                                                                                              |
| Тип                   | професионални рачунар                                                                        |
| Меморија              | 128 (до 256 )                                                                                |
| Поријекло             | Француска                                                                                    |
| Година                | 1982                                                                                         |
| Тастатура             | тастатура са пуним помаком тастера, са функцијским тастерима, и одвојена нумеричка тастатура |
| Процесор              |                                                                                              |
| Фреквенција процесора | 4                                                                                            |
| RAM                   | 128 (до 256 )                                                                                |
| ROM                   | 2                                                                                            |
| Текст                 | 80 x 25                                                                                      |
| Графика               | непознато                                                                                    |
| Боја                  | монохром                                                                                     |
| Звук                  | непознато                                                                                    |
| Димензије             | непознато                                                                                    |
| Портови               |                                                                                              |
| Оперативни систем     |                                                                                              |